# Sender Halberg
Der Sender Halberg ist eine Sendeanlage des Saarländischen Rundfunks auf dem Halberg in Saarbrücken, unmittelbar neben den Sendestudios der Rundfunkanstalt. Der abgespannte Rohrmast wurde 1960 mit einer Höhe von 40 Metern errichtet. Später wurde zur Verbesserung des Empfangs der Mast um weitere 40 Meter erhöht, wodurch sich die heutige Höhe von 80 Metern ergibt.
Von hier wird das Stadtgebiet Saarbrückens mit Rundfunkprogrammen versorgt.

## Frequenzen und Programme

### Analoger Hörfunk (UKW)
| Frequenz (MHz) | Programm         | RDS PS   | RDS PI | Regionalisierung | ERP (kW) | Antennendiagramm rund (ND)/gerichtet (D) | Polarisation horizontal (H)/vertikal (V) |
| -------------- | ---------------- | -------- | ------ | ---------------- | -------- | ---------------------------------------- | ---------------------------------------- |
| 94,2           | big FM           | _bigFM__ | 10B2   | Saarland         | 1        | D (290–0°)                               | H                                        |
| 98,2           | SR 1 Europawelle | __SR_1__ | D3B1   | –                | 0,01     | D (290–0°)                               | H                                        |

### Digitaler Hörfunk (DAB / DAB+)
Das Digitalradio (DAB+) wird in vertikaler Polarisation und im Gleichwellenbetrieb mit anderen Sendern ausgestrahlt.
| Block                    | Programme | ERP (in kW) | Antennendiagramm rund (ND)/ gerichtet (D) | Gleichwellennetz (SFN) |
| ------------------------ | --- | ----------- | ----------------------------------------- | --- |
| 9A Saarland 1 (D__00238) | DAB+ Block des SR - SR 1 (120 kbps) - SR Kultur (120 kbps) - SR 3 Saarlandwelle (120 kbps) - Unserding (120 kbps) - Antenne Saar (96 kbps) - WDR Maus (72 kbps) | 5           | D                                         | Bliestal (Webenheim-Hahnen), Felsberg, Mettlach (St. Gangolf), Moseltal (Oberperl-Hammelsberg), Saarbrücken (Göttelborner Höhe), Saarbrücken (Halberg), Spiesen, Tholey (Schaumberg) |

### Digitales Fernsehen (DVB-T2)
Die DVB-T2-Ausstrahlungen im Gleichwellenbetrieb (Single Frequency Network) mit anderen Standorten.
| Kanal | Frequenz (MHz) | Multiplex              | Programme im Multiplex                                           | ERP (kW) | Sendediagramm rund (ND)/ gerichtet (D) | Polarisation horizontal (H)/ vertikal (V) | Modulations- verfahren | FEC | Guard- intervall | Bitrate (MBit/s) | SFN                                             |
| ----- | -------------- | ---------------------- | ---------------------------------------------------------------- | -------- | -------------------------------------- | ----------------------------------------- | ---------------------- | --- | ---------------- | ---------------- | ----------------------------------------------- |
| 32    | 562            | ARD Digital (SR Mux 1) | - Das Erste HD - phoenix HD - arte HD - SR Fernsehen HD - one HD | 10       | D                                      | V                                         | 64-QAM (32-k-Modus)    | 3/5 | 19/256           | 24,66            | Saarbrücken-Halberg, Göttelborner Höhe, Spiesen |

### Analoges Fernsehen (PAL)
Vor der Umstellung auf DVB-T diente der Sendestandort weiterhin für analoges Fernsehen:
| Kanal | Frequenz (MHz) | Programm       | ERP (kW) | Antennendiagramm rund (ND)/ gerichtet (D) | Polarisation horizontal (H)/ vertikal (V) |
| ----- | -------------- | -------------- | -------- | ----------------------------------------- | ----------------------------------------- |
| 11    | 217,25         | Das Erste (SR) | 0,5      | D                                         | H                                         |
| 32    | 559,25         | ZDF            | 0,1      | D                                         | H                                         |
| 58    | 767,25         | SR Fernsehen   | 0,1      | D                                         | H                                         |